# Monument aux morts du square de la Paix de Mâcon
Le monument aux morts du Square de la Paix est un mémorial situé sur le square de la Paix à Mâcon, dans le département français de Saône-et-Loire.

## Histoire
Il est, avec le square en incluant ses grilles, inscrit aux monuments historiques depuis le 7 avril 2016.